# Sudare

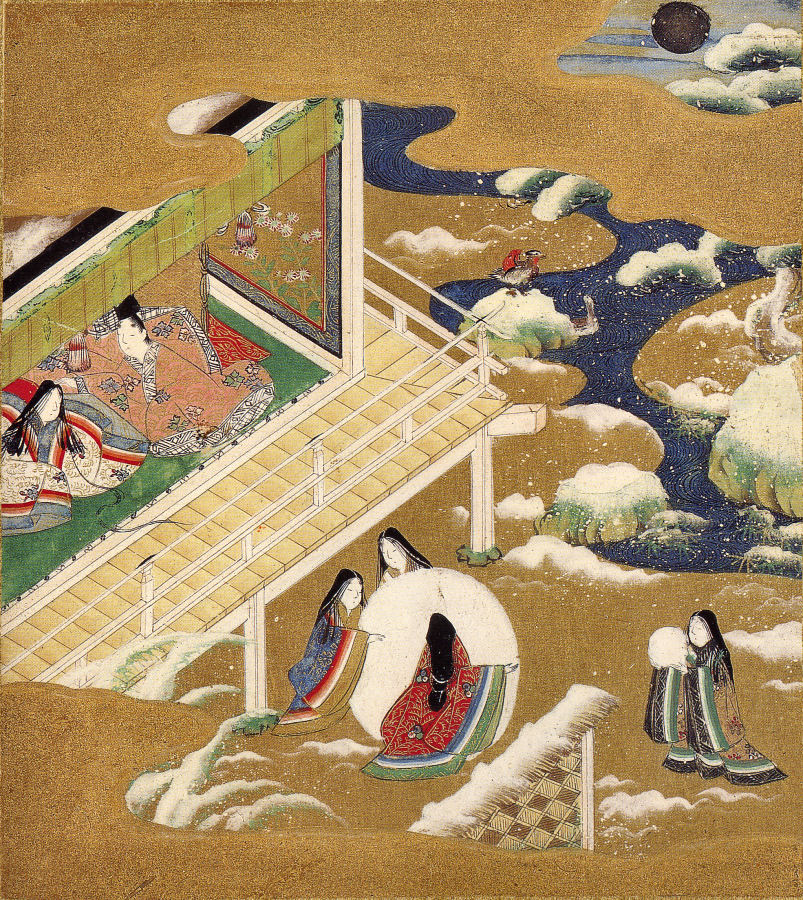
A dalt a l'esquerra s'hi poden veure perianes Sudare enrotllades, imatge provinent del Genji monogatari.

Les sudare (簾, hiragana すだれ) són pantalles o persianes. També s'anomenen misu. Les sudare protegeixen els inquilins no només dels elements sinó també dels ulls d'estranys. Les sudare apareixen amb freqüència en una de les obres principals de la literatura japonesa, el Genji Monogatari. Al museu d'Amano-cho, Kawachinagano, Osaka s'hi exhibeixen llegats de la història de les sudare. Eines i màquines per a manufacturar-les, així com sudare d'altres països.
Les sudare són fetes de tauletes de fusta decorativa, bambú o altres materials entreteixits amb corda, cadenes acolorides, o altres materials resistents. Les sudare poden ser enrotllades o doblegades cap al costat. Són utilitzades en moltes cases al Japó per a protegir les baranes i obertures dels edificis contra la llum, la pluja i els insectes. Les sudare generalment s'enrotllen a la primavera i es desenrotllen a la tardor. La seva estructura lleugera permet a la brisa passar a través d'elles, útil durant els estius calorosos del Japó. Ja que els materials per fer suar són fàcils de trobar, es poden manufacturar a baix cost. Les sudare modernes són generalment fetes a la Xina. Les sudare més elaborades, per palaus i les cases de camp, són fetes usant bambú d'alta qualitat, seda i brodats de fils d'or. Algunes d'elles tenen pintures a la part que es veu des de dins de l'habitacle. Algunes sudare xineses també tenen símbols pintats a la part que es veu des de fora.
Durant el Període Heian les cortesanes s'amagaven darrere d'una persiana quan parlaven amb homes que no eren membres de la seva família més propera, així podien veure el seu interlocutor sense ser vistes, ja que els homes havien de mantenir-se a certa distància. Els homes es podien acostar només amb el permís de les cortesanes que pujaven les persianes en algunes ocasions. Durant aquestes visites, qualsevol moviment inesperat dels homes era vist com un incompliment greu de l'etiqueta i de les costums, i es consideraven com una amenaça en contra de la modèstia i puresa de les dames.
Les sudare van ser també usades en audiències imperials. Com que estava prohibit mirar directament a l'emperador del Japó (sobirà celestial), ell podia seure darrere d'una persiana a la cambra del tron, mostrant només els seus peus. Aquest costum es va acabar quan el poder imperial va disminuir.
La producció de sudare va començar a declinar amb la modernitat i es va convertir en una artesania tradicional. Tot i així les sudare són venudes i exportades per diverses empreses.